# Cacyreus ciliaris
Cacyreus ciliaris är en fjärilsart som beskrevs av Aurivillius 1910. Cacyreus ciliaris ingår i släktet Cacyreus och familjen juvelvingar. Inga underarter finns listade i Catalogue of Life.